# Stavčne besedne figure
Stavčne besedne figure so opisovanja, s katerimi pesniški jezik želi doseči posebne učinke, zato je pa govora tudi o slikovitem jeziku (latinsko figura - slika).

## Prave stavčne figure
Najbolj zanimive so figure, če nastanejo z daljšim opisom, ki zavzema dober del stavka in včasih celo več stavkov. Posebno pogosto se uporabljajo naslednje figure: retorično vprašanje, retorični odgovor, stopnjevanje (klimaks), opisovanje (perifraza), namig (aluzija), iznenadenje (paradoks), bistroumni nesmisel (oksimoron), vzporednost (paralelizem), navidezni preskok (pretericija), prispodoba (alegorija).

### Govorniško vprašanje in odgovor
Govorniško ali retorično vprašanje je sicer povedni stavek, ki ga pa avtor spremeni v vprašanje za dosego večjega vtisa. Odgovora seveda ne pričakuje, saj ga pozna. Lahko pa sam pristavi odgovor, ki ga tudi sogovornik sicer dobro pozna, a na ta način je vsebina še bolj poudarjena. Tako se izražajo predvsem javni govorniki, ko govorijo občinstvu, ki sploh ne more odgovarjati. Tako na primer redko slišimo: Ta občinska uprava ni primerna, pač pa bi lahko poslušali nekaj kot: In kaj imamo od te uprave? Zadošča našim potrebam? Ne, ničesar niso popravili, naše zahteve so ostale na papirju.
V slovenski književnosti je podal lep zgled retoričnega govora Župančič: Veš, poet, svoj dolg?... Vem, o vem svoj dolg, v prsih tu me žge.

### Stopnjevanje
Stopnjevanje ali klimaks (grško klimaks - lestev) je zaporedje izrazov, ki so drug za drugim vedno močnejši in bolj prepričevalni. Večkrat slišimo stopnjevanje tudi v vsakdanjem pogovoru, na primer: Začelo je rahlo rositi, nato se je vlil dež, a čez čas nas je polila prava ploha in morali smo si poiskati zavetje pred neurjem. Podobna figura je najbolj v rabi v glasbi, ko se melodija prične skoraj neslišno, nato pa glasnost postopoma naraste do pravega bučanja. V književnosti se stopnjevanje prav tako pogosto uporablja, na primer: Ne boj, mesarsko klanje (Prešeren).

### Opisovanje
Opisovanje ali perifraza (gršško peri - okoli, phrazo - govori) je v rabi, kadar pisec noče izreči imena osebe ali predmeta, zato stvar predstavi posredno z opisom njenih lastnosti. Danes se ta način govora uporablja predvsem pri razlagi tehničnih ali strokovnih pojmov, pa tudi takrat, ko ne maramo besede večkrat ponoviti v istem odstavku. Je pa tudi zelo uporaben na primer v političnem življenju, ko namesto lastnega imena osebe uporabljamo njen naslov (državni predsednik, minister, župan). Nekoliko ostarela je raba opisovanja pri oznaki naših književnikov (goriški slavček namesto Gregorčič, pisatelj moderne namesto Cankar).
Nasprotno se pa zdijo zelo zanimiva opisovanja, ki jih književniki sami postavljajo. Slikovito se na primer izrazi Krpan (Levstik), ko na dolgo opiše: to je meni toliko, kolikor vam kamen poriniti čez lužo, ki jo preskoči dete sedem let staro (namesto samo to je meni malenkost).

### Namig
Namig ali aluzija (latinsko alludere - v šali pripomniti) je raba besede, ki spominja na nekaj drugega, bodisi zaradi besedne igre, opisovanja ali tudi poosebljenja. Tako pravi Prešeren se šopiriš, ker si zala in pri tem misli na dekle po imenu Zala (besedna igra). Stritar ne reče umrl si, pač pa v zemlji domači ležiš (opisovanje). Župančič pa surovo poosebi grobove, ko večkrat zaporedno zapiše grobovi tulijo, hoteč povedati, da se bliža prijateljeva smrt.
Tudi v navadnem govoru se namig večkrat uporablja. Tako na primer moja vrata so ti odprta pomeni pri meni si dobrodošel. Pirova zmaga namiguje na zgodovinski dogodek, čeprav govori o sedanjosti. Mesto je labirint poti namiguje na mitološki labirint, a govori o prepletu mestnih ulic.

### Iznenadenje
Iznenadenje ali paradoks (gršško para - preko, doksa - mnenje) je navidezno protislovje, ki preseneti z globokim pomenom. Znani so paradoksi v matematiki, filozofiji in ekonomiji, pa tudi v drugih vedah. Kot besedna figura se najpogosteje pojavljajo v pregovorih, ki postavljajo popolnoma protislovno trditev, ki je pa v globljem smislu že prava filozofija, na primer: Kdor se opravičuje, se obtožuje. ali Najtežja prtljaga je prazna mošnja.
Paradoks je uporabil tudi Župančič v Žebljarski: Po polju naši žeblji cveto je v dobesednem pomenu protislovje, v prenesenem smislu pa pove, da odkar možje delajo v žebljarni, na poljih ni več pridelkov. Ko je Destovnik Kajuh pisal materi ...povsod sem jaz s teboj.. in kjer sem jaz, si tudi ti z menoj, je spet postavil paradoks, saj se mati in sin že leta nista videla: pesnik je hotel le reči, da se je stalno spominja.

### Bistroumni nesmisel
Bistroumni nesmisel ali oksimoron (grško oksis - bistroumen, moros - neumen) je skrajni paradoks, ker je formalno ne le protislovje, a že čisto nemogoča prispodoba, čeprav je seveda globlji pomen spet filozofska misel. V pogovornem jeziku poznamo na primer izraze kot javna tajnost ali čista nesnaga, pa tudi zgovorno molčati in počasi hiteti. Književniki so seveda bolj izvirni. Župančič brez besed odgovor dahne, Prešeren molče trobental bo, Cankarjeva tišina... je vpila do nebes. Zanimivo zaporedje bistroumnih nesmislov je nanizal Shakespeare (Romeo in Julija): Trinog prelepi! Angelski hudič! Gruleči jastreb! Jagnje krvoločno!

### Vzporednost
Vzporednost ali paralelizem (grško parallelos - vzporeden) nastane, ko se isti pojem opiše na več načinov in z različnimi besedami. Mojster takega izražanja je Cankar, ki rad vztraja pri opisu istega dogodka, kot bi hotel svoje stališče upravičiti s pogledi iz raznih zornih kotov. Primer: Pust in zlovoljen, brez besede in pozdrava sem se vrnil pod streho, da bi pisal ... kako sta bila obadva plemenita, srečna in vesela ... mlada, od jutranjega sonca ožarjena, v rosi umita...
Vsakdanja govorica prav tako pozna vzporednost, na primer: Pomaga mu in ga podpira, vse mu stori po želji.

### Navidezni preskok
Navidezni preskok ali pretericija (latinsko praeterire - preskočiti) trdi, da o stvari noče več razpravljati, a dejansko še vedno govori o isti temi. Na primer: Ni mi treba posebej poudarjati, da je treba paziti na red in da mora biti vsaka stvar na svojem mestu in vsako opravilo vnaprej določeno. V književnosti je figura posebno priljubljena pri humorističnih delih, ko se avtor pretvarja, da namerava nekaj prikriti, v resnici pa na široko razpravlja o problemu. Skrivnost nikomur ta ni znana, da ljubi Šimeljna Marjana.

### Prispodoba
Prispodoba ali alegorija (grško alla agoreio - drugače govorim) se uporablja pri opisovanju pojmov ali okoliščin, ki bi jih bilo sicer težko predstaviti, zato se pisec poslužuje konkretnih primerov. Ta stavčna figura je lahko zelo obsežna in se poslužuje mnogih besednih figur, predvsem poosebitve in raznih zamenjav. Najbolj znane alegorije v svetovni književnosti so na primer Dantejeva Božanska komedija in Orwellov 1984, pa tudi ena od najobširnejših vej znanstvene fantastike sploh.
V vsakdanji govorici je prispodoba omejena v glavnem na pregovore, na primer Stoječa voda se usmradi ali Jabolko ne pade daleč od jablane. Ti pregovori so pa gotovo med tistimi, ki se najpogosteje citirajo, ker so najlaže razumljivi in primerni za vsako priliko.

## Stavčne in enobesedne figure
Posebno skupino sestavljajo figure, ki se dajo izraziti z eno samo besedo (ali manjšo zvezo besed), a tudi z obsežnejšim opisom, ki lahko zajema celo več stavkov. To so na primer: olepševanje (evfemizem), pretiravanje (hiperbola), skromnost (litota), podsmeh (ironija), nasprotna stava (antiteza) in zanos (emfaza).

### Olepševanje
Olepševanje ali evfemizem (grško ev femi - dobro govorim) je izbira besed, ki omilijo krute ali surove izraze, a velikokrat se potegne do skrajnosti, ko je sploh vsaka neljuba lastnost prikrita. V normalnem pogovoru na primer pravimo o umrli osebi, da je ni več med nami, ali o revežu, da spada v manj premožni sloj. Sploh so povsem evfemistični nekateri moderni izrazi za invalide, na primer slabovidni namesto slepi, obremenjeni ali prizadeti namesto pohabljenci. To pa seveda ni samo moderna navada: neumnemu človeku že zdavnaj pravimo, da je prismojen, kar je evfemizem, ki je že izgubil vrednost figure in se je uveljavil kot sopomenka.
V pesniškem jeziku se olepševanje pogosto pojavlja, predvsem v prozi nekaterih pisateljev. Levstik na primer opisuje Krpana, ki je »prijel prvega in druge ž njim omlatil (namesto pretepel), da so vsi podplate pokazali (namesto zbežali)«. Levec pa se obrača na padle borce: »Tiho od nas ste odšli... v noč brez povratka« (namesto umrli ste), kjer je figura dvojna: tihi odhod in noč brez povratka.

### Pretiravanje
Pretiravanje ali hiperbola (grško hiperbole - met preko cilja) je trditev, ki je toliko poudarjena, da postane nemogoča, na primer Tisočkrat sem ga opomnil ali Vse mesto je prehodil.
Posebno v humorističnih spisih je lahko kar celotno delo hiperbolično, saj opisuje daleč pretirane dogodke (primer baron Münchhausen in njegove dogodivščine), ki so seveda popolnoma nemogoči. Vendar so ti spisi prav zaradi neverjetnega dogajanja lahko le alegorije, s katerimi hoče avtor s satiro osmešiti določene ljudi. Lep primer pretiravanja so v slovenski književnosti Butalci (Milčinski), med besednimi pretiravanji pa na primer Bele so kraške poti (Kosovel) ali zlata pšenica (Jakob Zupan).

### Skromnost
Skromnost ali litota (grško litotes - preprostost) je figura, ki zmanjšuje pomen besede s tem, da jo zanika ali na kak način uvede neki negativen pojem. Razlikuje se od evfemizma prav po tem, ker ne vpliva naravnost na določeni predmet, pač pa se razvija bolj stransko z odvisniki in včasih celo z navidezno nepomembnimi nikalnicami. Primeri: 
- Življenje je težavno – navadna govorica
- V življenju nas lahko doleti kaj neprijetnega – evfemizem
- Življenje ni praznik (Gregorčič) – litota

ali: 
- Zaostal je v prvem letniku – navadna govorica
- V prvem letniku mu je šlo malo narobe – evfemizem
- Ne morem reči, da je bil v prvem letniku uspešen – litota

### Podsmeh
Podsmeh ali ironija (grško eironeia - pretvarjanje) je raba nasprotnega pomena besede z zasmehovalnim namenom, kar mora biti razvidno predvsem iz stavčnega poudarka. Ker se taki stavki v pisavi ne bi dovolj ločevali od navadnih povednih stavkov brez ironije, je pri tej figuri obvezne raba klicaja na koncu. Če na primer zapišemo To si pa lepo povedal., dajemo razumeti, da smo zadovoljni s povedanim. Če pa stoji zapisano To si pa lepo povedal!, pomeni, da je stavek ironičen in je bilo torej dejansko povedano slabo. 
Ko torej Aškerc vzklikne To slavna slovanska je sloga!, seveda misli reči, da se tu kaže slovanska prepirljivost.

### Nasprotna stava
Nasprotna stava ali antiteza (grško antithesis - nasprotje) v istem stavku opiše dva nasprotujoča si pojma, navadno s časovno ali krajevno ločitvijo, na primer Včeraj je deževalo, danes pa sije sonce ali V hribih imamo čist zrak, mesta so pa onesnažena. Nasproti se postavljajo tudi različni drugi pojmi, pri čemer figura včasih niti ni takoj opazna, kakor: Ko sem prijel za kljuko (= hotel sem oditi), so me poklicali nazaj (= torej nisem odšel). 
Pesniki in pisatelji uporabljajo čim krajše nasprotne stave, ker so pač učinkovitejše (Shakespeare: Biti ali ne biti). Toda tudi daljši opisi so lahko izredno lepe nasprotne stave; Seliškar na primer pravi o svojem očetu: »...ves sajast in jeklen ... mi pripoveduje in je mehak kakor solza...«

### Zanos
Zanos ali emfaza (grško emfase - pretiravanje v govoru) poudarja besedo ali skupino besed, včasih tudi s ponovitvijo ali pretiravanjem, s čimer dobi stavek globlji pomen, kot bi ga imele posamezne besede. Primer: Bil sem zdrav in bogat, zdaj nisem več zdrav in nisem več bogat., kjer je ponovitev besed zdrav in bogat posebno učinkovita. Ali: Otrok se je izgubil v brezštevilni množici, kjer brezštevilnost nekako opravičuje, da se je otrok izgubil.
Tako Jurčič pravi: ...ko bi nekateri ljudje bili ljudje, Župančič pa: ...biješ, da te sluša milijon...